# إينال أفليتولين
إينال أفليتولين (الروسية: Афлитулин Иналь) مواليد 22 مارس 1988 في أستراخان، هو لاعب كرة يد روسي. يلعب حاليا مع نادي فيسبرم لكرة اليد ويحمل الرقم 22. مثل منتخب روسيا لكرة اليد.

## المسيرة الاحترافية
لعب مع نادي تشيخوف لكرة اليد في الدوري الفرنسي من سنة 2008 إلى 2011، ثم لعب مع نادي موتو زاباروجي لكرة اليد من سنة 2011 إلى 2015، ثم لعب مع مينور بايا ماري في الدوري الروماني في سنة 2015، ثم لعب مع نادي برقيشر لكرة اليد في الدوري الألماني في موسم 2015-2016، ثم لعب مع نادي فيسبرم لكرة اليد في سنة 2016.

## سجل المنافسة
شارك في البطولات التالية:
- بطولة أوروبا لكرة اليد للرجال 2014

## روابط خارجية
- إينال أفليتولين على موقع الاتحاد الأوروبي لكرة اليد (الإنجليزية)